# Chela dadiburjori
 Chela dadiburjori és una espècie de peix cipriniforme de la família dels ciprínids.

## Morfologia
Les femelles poden assolir els 3 cm de longitud total.

## Distribució geogràfica
Es troba a l'Índia (Tamil Nadu i Goa).